# I LOVE ソフトボール
『I LOVE ソフトボール』（アイ ラブ ソフトボール、英語: I Love Softball）とは、1989年12月19日に発売されたファミリーコンピュータ用ゲームソフトである。開発はココナッツジャパンエンターテイメント。

## 概要
ソフトボールを題材にした作品。女子高生のチームを操り、各地方予選→全国大会→アメリカ代表戦→プロ野球戦（但し、実際の球団名及び選手名は捩ってある）→名球会戦→メジャーリーグ戦と戦っていき、世界一を目指すゲームである。
ゲームが始まると、全国を10の地方（北海道・東北・関東・北陸・中部・東海・関西・中国・四国・九州）に分けた地図が表れ、1つを選択する。次に各地方の6つの学校から1つを選びゲームがスタートする。実際のソフトボールと同じく、7回制（延長は無制限）。7回もしくは延長戦を終わって勝利すると次のステージに進む事が出来るが、敗北するとゲームオーバー。但し、ゲームオーバー時の画面に表示されるパスワードを入力すると、ゲームオーバーになる直前の試合から再開出来る。6回までに10点差が付くと、コールドゲームとなる。試合終了後には、『プロ野球ニュース』（フジテレビ系列）を模したスポーツニュースの画面になる。ここでは試合結果の他に、ホームランを打った全選手が紹介される。地方大会を制すると全国大会に進出し、阪神甲子園球場での試合となる。地方予選，全国大会，アメリカ代表戦，プロ野球戦を制覇するとクリアグラフィック（プロ野球戦クリア後はスタッフロールも）出る。名球会，メジャーリーグ戦後はスタート画面に戻る。
打撃・守備・走塁などはファミスタシリーズを踏襲しているが、球速の遅さや肩の弱さなど随所に女子高生らしさを取り入れている。Bボタンを押すと、ファインプレーが可能。女子高生の衣装は地方大会ではブルマーだが、全国大会ではショートパンツになり、アメリカ代表以降はユニフォーム姿になる。また、好調・不調の概念も取り入れており、選手のパラメータの横に登場する顔が笑顔の時は好調、泣き顔の時には不調を意味している。イニングの合間には、パチ夫くんシリーズのパチ夫が登場し、進行役を務めている。ホームランを打つと、チアガールが3人飛び上がって祝福してくれる。
ゲームミュージックは児島由美が担当した。

## 出場チーム
出場チームは、各地区の名産・地理・人物をモデルにした選手で構成されている。通常のモード（1Pのみ）・対戦（1Pvs2P）の両方で選択可能な球団、対戦のみで選択可能な球団、CPUのみ利用可能な球団（プレイヤーは選択不可）の3種類に分かれる。また、対戦モードでは、NPB加盟の実在球団をモチーフとした球団（対戦のみで選択可能な球団）の全選手から好きな選手を選択して、独自のメンバーを作る事が出来るオールスターモードもある。